# 1984 (reklama telewizyjna)
1984 – reklama telewizyjna stworzona przez agencję Chiat/Day na zlecenie Apple Computer do promocji pierwszego komputera serii Macintosh w Stanach Zjednoczonych. Reżyserem reklamy jest Ridley Scott. 
Reklama ta została wyemitowana 22 stycznia 1984 w CBS podczas przerwy reklamowej w trakcie Super Bowl XVIII. Nie była to jednak jej premiera, ponieważ wcześniej reklamę bez rozgłosu wyemitowano 31 grudnia 1983 tuż przed północą w lokalnej stacji telewizyjnej KMVT z Idaho, dzięki czemu produkcja mogła być kwalifikowana do konkursów dla branży reklamowej w 1984.

## Fabuła
Reklama nawiązuje do motywów z powieści Rok 1984 George'a Orwella oraz filmu Metropolis Fritza Langa.
Akcja rozgrywa się w dystopijnej scenerii w odcieniach szarości. Ukazani zostają ludzie maszerujący przez długi tunel. Jednocześnie pojawiają się ujęcia prezentujące biegnącą kobietę (Anya Major) w mocno kontrastującym z szarym otoczeniem biało-czerwonym stroju sportowym, trzymającą w rękach młot z długą rękojeścią. Bohaterkę reklamy (symbolizującą firmę Apple Computer) ścigają czterej funkcjonariusze w czarnych mundurach, noszący hełmy zasłaniające twarz i wyposażeni w pałki policyjne. Sportsmenka biegnie w kierunku olbrzymiego ekranu, na którym Wielki Brat (David Graham) wygłasza słyszalną w tle od samego początku filmu przemowę: 
„Today, we celebrate the first glorious anniversary of the Information Purification Directives. We have created, for the first time in all history, a garden of pure ideology, where each worker may bloom, secure from the pests purveying contradictory thoughts. Our Unification of Thought is more powerful a weapon than any fleet or army on earth. We are one people, with one will, one resolve, one cause. Our enemies shall talk themselves to death and we will bury them with their own confusion. We shall prevail!”
Tłumaczenie:
„Dziś obchodzimy pierwszą, chwalebną rocznicę wprowadzenia Dyrektyw o Oczyszczaniu Informacji. Pierwszy raz w historii stworzyliśmy ogród czystej ideologii, w którym każdy robotnik może zakwitnąć chroniony przed szkodnikami przynoszącymi niepoprawne myśli. Nasza Jednomyślność jest potężniejszą bronią niż jakakolwiek flota czy armia na Ziemi. Jesteśmy wspólnotą, mamy wspólną wolę, wspólne postanowienie i wspólną sprawę. Nasi wrogowie będą sobie gadać do śmierci, a my pogrzebiemy ich okrytych hańbą. Zwyciężymy!”
W momencie, w którym Wielki Brat wypowiada słowa We shall prevail!, kobieta rzuca trzymany w rękach młot w stronę ekranu, który ulega zniszczeniu. Na koniec ukazani zostają zszokowani ludzie, którzy siedzieli przed ekranem słuchając przemowy. 
Reklamę wieńczy informacja odczytywana przez lektora (Edward Grover):
„On January 24th, Apple Computer will introduce Macintosh. And you’ll see why 1984 won’t be like 1984”
Tłumaczenie:
„24 stycznia Apple Computer zaprezentuje Macintosh. Wtedy zobaczysz, dlaczego rok 1984 nie będzie taki jak 1984.”

## Nagrody
- 2007: Najlepszy spot Super Bowl[4]
- 2003: World Federation of Advertisers – Hall of Fame Award (Jubilee Golden Award)
- 1999: TV Guide – Nr 1 Najlepszych reklam w historii[5]
- 1995: Advertising Age – Najlepsza reklama[6]
- 1995: Clio Awards – Hall of Fame
- 1984: Clio Awards
- 1984: 31. Międzynarodowy Festiwal Reklamy w Cannes – Grand Prix[7]